# Plounéour-Ménez

Plounéour-Ménez este o comună în departamentul Finistère, Franța. În 1 ianuarie 2022 avea o populație de 1.298 de locuitori.